# Área de conservación regional Choquequirao
El Área de conservación regional Choquequirao es un área protegida en el Perú que encuentra en la región Cusco. Abarca los distritos de Santa Teresa y Vilcabamba en la provincia de La Convención, y en los distritos de Limatambo y Mollepata en la provincia de Anta. Fue creado el 23 de diciembre de 2010, mediante D.S. N.º 022-2010-MINAM. Tiene una extensión de 103 814.39 hectáreas.
El objetivo del área protegida es conservar la riqueza biológica de los ecosistemas de bosques montanos húmedos, bosques estacionalmente secos y bosques nativos. Así como asegura los recursos hídricos, culturales y arqueológicos.
El área comprende desde los 1800 metros hasta los 6000 metros sobre el nivel del mar, que permite desarrollar diferentes microclimas y flora y fauna. El área también protege parte del cañón del Apurímac. Existen los ecosistemas como bosque seco de valle interandino, el bosque montano húmedo y el bosque de neblina.
Es también reserva de agua de los nevados Sacsarayoc, Qoriwayrachina, Abuela y Padreyoc, y en la vertiente occidental del nevado Salkantay parte de la Cordillera de Vilcabamba. El área protege especies endémicas como aves (16 especies) y casi cien tipos de plantas.
Dentro del área se encuentra el sitio arqueológico de Choquequirao y el camino inca a Choquequirao. La ruta principal para acceder a Choquequirao es desde la localidad de Cachora, ubicada en el distrito de San Pedro de Cachora en la provincia de Abancay, en el departamento de Apurímac, también existen otros accesos que son por Santa Teresa y Mollepata.

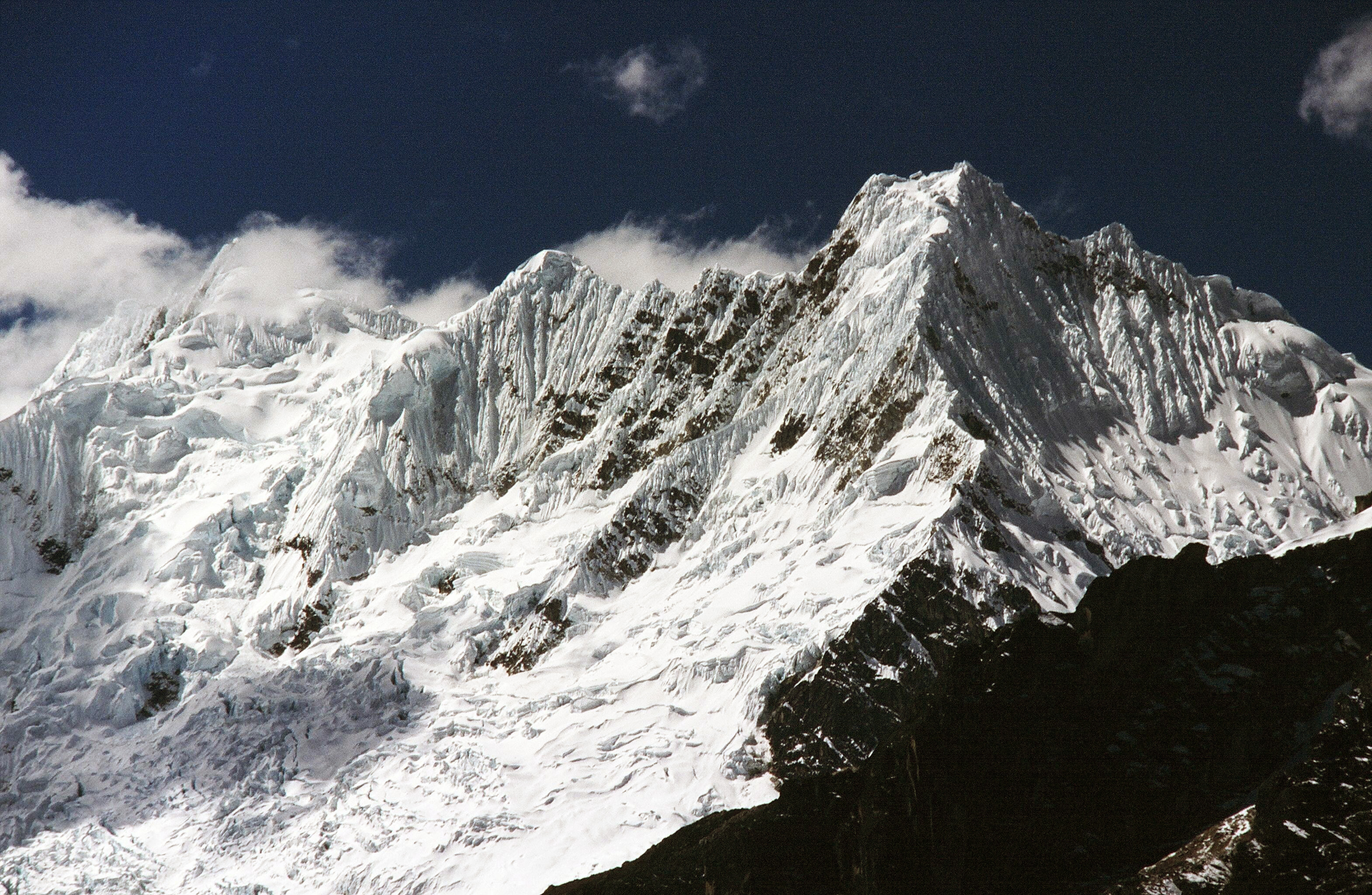
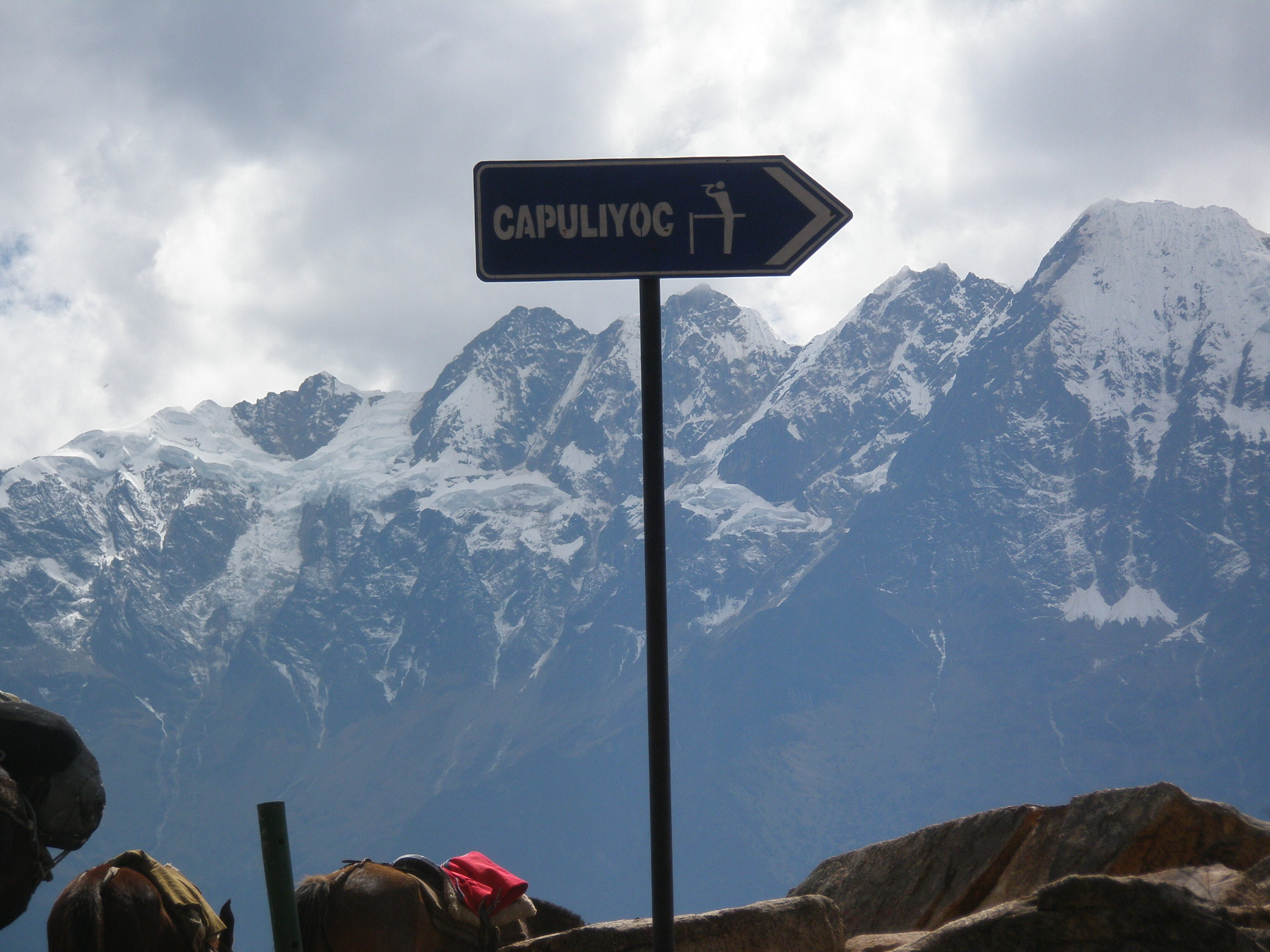